# Fazerdaze
Amelia Rahayu Murray (Wellington, 19 de janeiro de 1993), mais conhecida por seu nome artístico Fazerdaze, é uma cantora, produtora, compositora e multi-instrumentalista da Nova Zelândia. Ela é conhecida por criar músicas com elementos de dream pop com influência de grunge e shoegaze. Ela lançou seu EP homônimo outubro de 2014, gravado inteiramente no estúdio montado em seu quarto em Auckland. Seu primeiro álbum, Morningside, foi lançado em 2017, obtendo aclamação da crítica após a música "Lucky Girl" tornar-se um sucesso inesperado. Ela deixou de produzir por cinco anos por ter sintomas de burnout e problemas pessoais, voltando ao fim de 2022 com o EP Break!.

## Primeiros anos
Murray nasceu em Wellington, capital da Nova Zelândia, filha de pai neozelandês nascido no Reino Unido e mãe indonésia. Ela começou a envolver-se com música aos 13 anos, quando passou a tocar o violão de seu pai. Enquanto estudava no ensino médio havia uma vibrante cena musical em sua escola, o Onslow College, e ela formou sua própria banda chamada The Tangle. A banda eventualmente acabou com o fim dos estudos.
Em seguida, decidiu tocar profissionalmente e mudou-se para Auckland para estudar música. Seu primeiro álbum de estúdio, Morningside, foi nomeado com o bairro homônimo para onde ela se mudou.

## Vida profissional

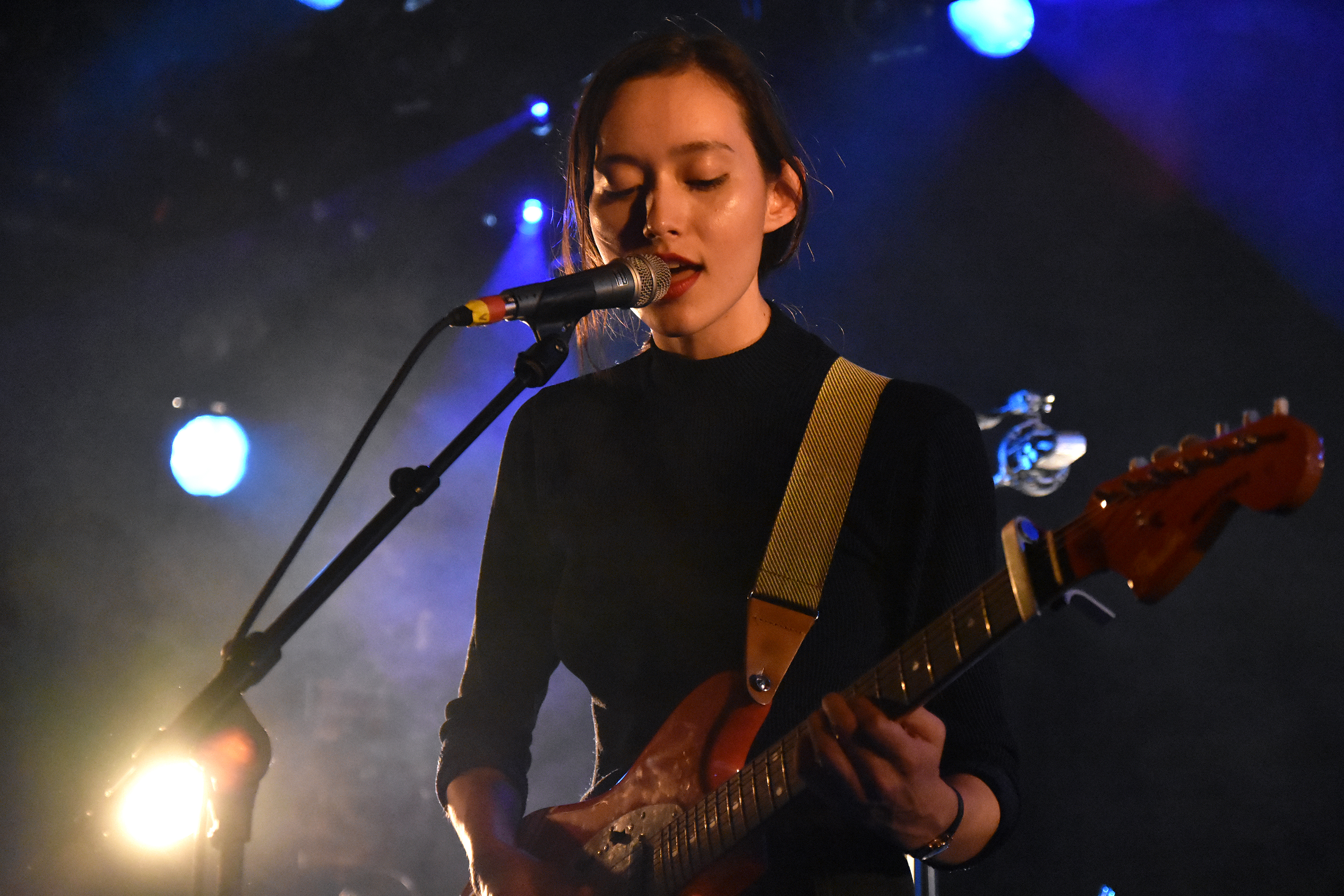
Murray tocando ao vivo em Paris, 2017

Fazerdaze lançou seu primeiro EP homônimo em 2014. Com ajuda do multi-instrumentalista Jonathan Pearce, que masterizou o EP, ela criou um ritmo de dream pop usando guitarras elétricas e pedais.
Em 2017, Fazerdaze lançou seu primeiro álbum de estúdio, Morningside. O álbum fez um sucesso inesperado, com a música "Lucky Girl" sendo excepcionalmente popular. O clipe da música foi filmado com uma câmera Bolex de 16 mm e editado pela própria Murray. Ele alcançou 20 milhões de visualizações no YouTube.
Após o lançamento do álbum, Murray sofreu com burnout e problemas pessoais com relacionamentos. Ela tirou um hiato de cinco anos da música e lançou ao fim de 2022 um novo EP, Break!. De acordo com Murray, a pausa foi importante para ajudá-la a voltar a compor, e ela terminou de gravar o EP durante o isolamento social devido a pandemia de COVID-19 na Nova Zelândia. Musicalmente, Break! é diferente de seu estilo até então, e incorpora elementos de dance pop e electronica. De acordo com Murray, suas inspirações foram bandas dos anos 90, como Blur e Nirvana.

## Discografia

### Álbuns de estúdio
| Título      | Informações técnicas                                                                                           | Maior posição nas paradas |
| ----------- | --- | ------------------------- |
| Título      | Informações técnicas                                                                                           | NZ                        |
| Morningside | - Lançamento: 5 de maio de 2017 - Gravadora: Flying Nun Records - Formato: LP, CD, download digital, streaming | 23                        |

### Extended Plays
| Título       | Informações técnicas | Maior posição nas paradas |
| ------------ | --- | ------------------------- |
| Título       | Informações técnicas | NZ                        |
| Fazerdaze EP | - Lançamento: 20 de outubro de 2014 - Gravadora: nenhuma - Formato: download digital, streaming                          | —                         |
| Break!       | - Lançamento: 14 de outubro de 2022 - Gravadora: section1, Flying Nun Records - Formato: LP, download digital, streaming | 24                        |

### Singles
| Título          | Ano  | Álbum       |
| --------------- | ---- | ----------- |
| "Little Uneasy" | 2015 | Morningside |
| "Lucky Girl"    | 2017 | Morningside |
| "Take It Slow"  | 2017 | Morningside |
| "Come Apart"    | 2022 | Break!      |
| "Break!"        | 2022 | Break!      |
| "Flood Into"    | 2023 | Break!      |
| "Bigger"        | 2023 |             |